# Фонтана Прадоза (Пјаченца)
Фонтана Прадоза је насеље у Италији у округу Пјаченца, региону Емилија-Ромања.
Према процени из 2011. у насељу је живело 623 становника. Насеље се налази на надморској висини од 80 м.